# Khanat de Nakhitchevan
1747–1834
Entités précédentes :
- Perse

Entités suivantes :
- Oblast arménien
(Empire russe)

Le khanat de Nakhitchevan (en persan خانات نخجوان) est un petit État qui s’est constitué dans le sud-est de l’Arménie historique sous la suzeraineté iranienne. Il devient indépendant en 1747 sous la dynastie locale des Kangarlou. Il est incorporé comme État vassal dans l’Empire russe après le traité de Turkmanchai en 1828 avant d’être annexé par lui en 1834.

## Origine
Après avoir fait partie des antiques royaumes arméniens artaxiade et arsacide, le territoire du futur khanat de Nakhitchevan est à l’époque médiévale disputé entre les Arçrouni du Vaspourakan et l’« Armînîya »  arabe. Submergée par l’invasion des Seldjoukides, la région est incluse entre 1135 et 1225 dans le royaume fondé par l’atabeg Shams al-Din Eldiguz (mort en 1175). Elle subit ensuite la domination des Mongols et de leurs successeurs directs les Ilkhanides musulmans (1231-1340), celle de l’éphémère empire des Timourides (1382-1405) et de ses successeurs turcomans, les  Qara Qoyunlu de 1405-1468 puis les Aq Qoyunlu de 1468-1501, avant d’être incluse une première fois dans l’empire des Séfévides en 1502, et ensuite, après de longues luttes indécises, dans l’Empire ottoman à partir de 1588/1589 jusqu’au début du XVIIe siècle.

## Suzeraineté iranienne
Après avoir pris Erevan en juin 1604, Chah Abbas confie le Nakhitchevan à Maqsud Sultan Kangerlou. Dans les années suivantes, lorsque la région est menacée par la contre-offensive des armées ottomanes, ce dernier reçoit l’ordre de déplacer la population entière de la province : Turcomans envoyés au Mazandaran, Juifs et les Arméniens de Djoulfa, dont 20 000 jugés peu sûrs, sont transplantés vers la région d’Ispahan, dans une localité créée spécialement à cet effet et nommée La Nouvelle-Djoulfa, qui est même dotée d’un évêché.
Dès 1620, le Nakhitchevan revient définitivement dans l’Empire séfévide, sauf pendant la période 1635/1636, jusqu’au début du XVIIIe siècle.  La région est laissée exsangue et dépeuplée par la politique de la « terre brûlée » appliquée successivement par les Séfévides et les Ottomans. Pendant cette période se succèdent à Nakhitchevan des gouverneurs quasi héréditaires du clan Kangerlou dont Ali Qouli Khan Kangerlou qui gouverne vers 1660 une partie de la Kakhétie conjointement avec le vice-roi Ali Mourteza Khan du Karabagh.
Après la chute de la dynastie iranienne, le Natkhitchevan est de nouveau occupé de 1724 à 1736 par les Ottomans. La victoire du futur Nâdir Châh sur ces derniers rétablit une ultime fois la suzeraineté iranienne.

## Khanat des Kangarlou

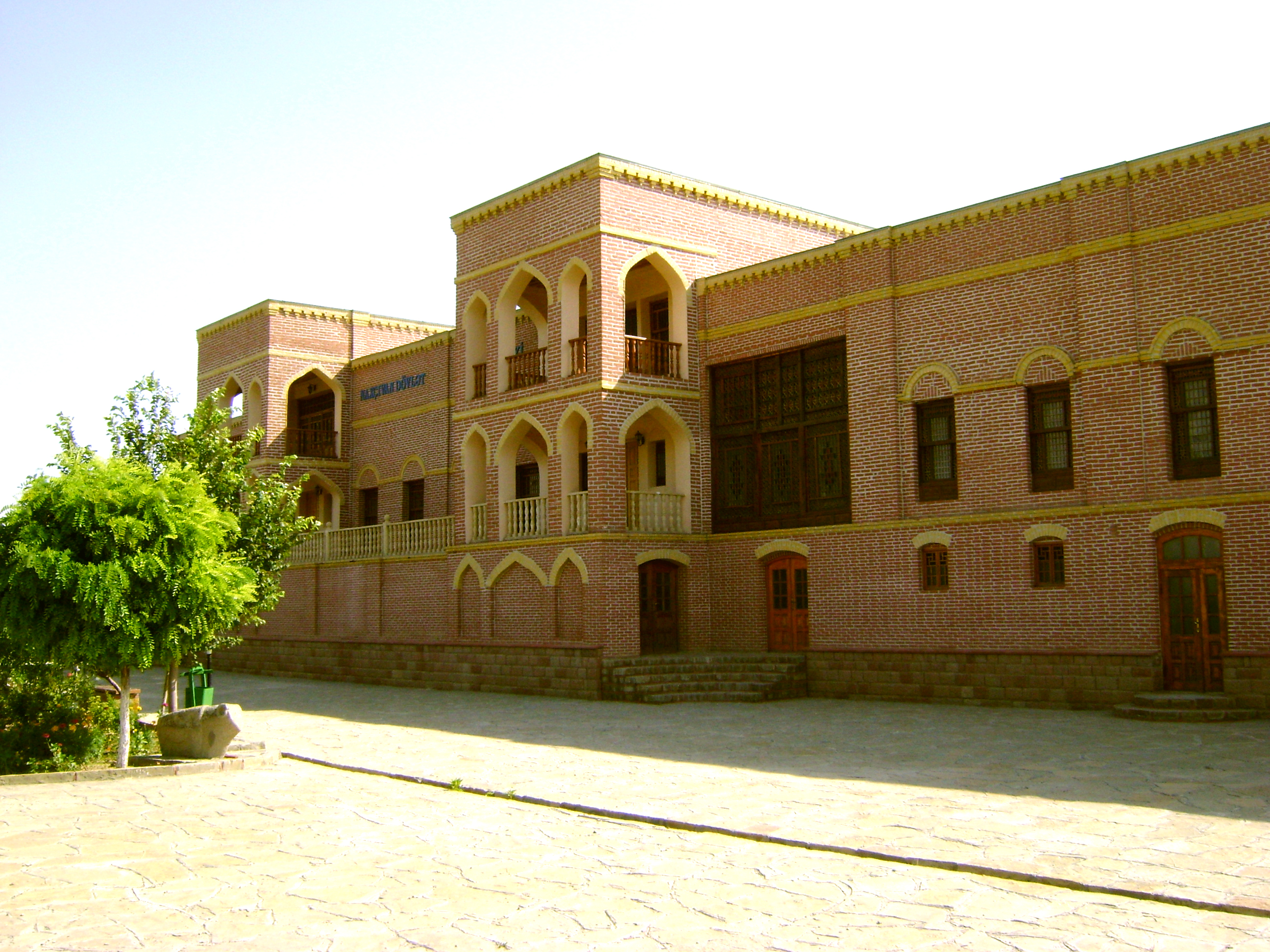
Le palais des khans à Nakhitchevan.

Mettant à profit la nouvelle période d’anarchie dans laquelle sombre l’Iran après le meurtre de Nâdir Châh, le khan turcoman Heydar Qouli Khan du clan des Kangerlou ou Kangerli se proclame indépendant en 1747 et gouverne jusqu’à sa mort en 1787.
Son fils et successeur, Kalb Ali Khan Heydar Oglu (1787-1823), doit se soumettre temporairement à Ibrahim Khalil Khan du Karabagh. En 1795 il est aveuglé et déposé par Agha Mohammad Shah qui le soupçonne d'entente avec les Russes, lors de son expédition contre la Géorgie. Il retrouve son trône à la mort du Chah en 1797. Lors de la guerre russo-persane de 1804-1813, en 1808, les forces russes occupent le Nakhitchevan, qui retourne cependant dans l’orbite de  l’Iran en 1813 après le traité de Golestan. En 1823, son fils, Ehsan Khan Kangarlou, qui entretient de bonnes relations avec l’Iran des Kadjars, devient à son tour khan de Nakhitchevan.

## Annexion par l’Empire russe
Pendant la guerre russo-persane de 1826-1828, le général en chef des armées iraniennes, le prince héritier Abbas Mirza, donne le commandement de la forteresse d’Abbas Abad, construite en 1810 sur la rive droite de l’Araxe, et qui, avec une garnison de 2 700 hommes, était la pièce essentielle de la défense du khanat de Nakhichevan, à son beau-frère Mohammad Amīn Khan Develu Qājār, avec comme second Ehsan Khan Kangerlou.
Le commandant général Ivan Fédorovitch Paskievitch, chef des armées russes, avant d'avoir fait la conquête d’Erevan, occupe sans opposition le khanat de Nakhitchevan dont la capitale est prise le 26 juin 1827 sans réaction d’Abbas Mirza qui se trouve à Tabriz. Les Russes mettent le siège devant Abbas Abad le 14 juillet. Ehsan Khan négocie rapidement sa reddition avec le commandant russe et livre la forteresse dès le 22 juillet 1827.
Aux termes du traité de Turkmanchai signé le 21 février 1828, le khanat de Nakhitchevan, comme celui d’Erevan, est annexé par l’Empire russe. Ehsan Khan est déposé mais il obtient une pension et le titre de major général dans l’armée russe. Il est remplacé par son parent Karim Khan Kangerlou comme vassal.
En 1834, les Russes déposent aussi ce dernier et proclament l’annexion du khanat qui est inclus comme Erevan dans l’éphémère « province arménienne »  (Armianskaia Oblast, 1834-1840). Cette dernière entité est successivement incluse dans le « gouvernement de Géorgie-Iméréthie »  (Gruziia-Imeretiia, 1840-1845) puis dans la « vice-royauté du Caucase » (Kavkazskoe Namestnichestvo) jusqu’à la création en 1849 d’un « gouvernement d'Erevan » incluant le Nakhitchevan.
La famille des khans de Nakhitchevan s'est intégrée dans l’aristocratie russe et deux fils et un petit-fils d’Ehsan Khan, Ismail khan (1819-1909) et Kalb Ali khan (1824-1883) ainsi que son fils Husseyn Khan (1863-1919), effectuent des carrières comme généraux russes.